# Hlubocké hráze
Hlubocké hráze jsou přírodní památka v okrese České Budějovice. Chráněné území v nadmořské výšce 374–432 metrů s rozlohou 67,2428 hektarů bylo vyhlášeno 2. ledna 2014. Přírodní památka se rozkládá na území Jihočeského kraje, v katastrálních územích Bavorovice, Hluboká nad Vltavou, Zliv u Českých Budějovic. Nachází se mezi tokem Vltavy a rybníky Naděje, Velký Zvolenov a Munickým rybníkem. Území této přírodní památky má složitý tvar a spadá do něj i severovýchodní část hlubockého zámeckého parku a hráz rybníka Bezdrev. 
Území přírodní památky Hlubocké hráze včetně jejího ochranného pásma bylo zařazeno nařízením vlády 318/2013 Sb. mezi evropsky významné lokality Natura 2000.
Území je rozděleno do dvou oddělených částí se složitým tvarem daným předmětem ochrany, kterým je ochrana evropsky významné lokality tvořené liniovými prvky starých alejí, skupin stromů, porosty zámeckého parku s výskytem chráněných nebo významných živočišných druhů, zejména populace silně ohroženého druhu tesařík obrovský (Cerambyx cerdo) a ohroženého druhu roháč obecný (Lucanus cervus), včetně jejich biotopů.